# 小眼囊鰓鯰
小眼囊鰓鯰，為輻鰭魚綱鯰形目囊鰓鯰科的其中一種，為熱帶淡水魚，分布於亞洲斯里蘭卡淡水、半鹹水流域，體長可達15公分，棲息在底層水域，屬雜食性，生活習性不明，可做為食用魚及觀賞魚。

## 扩展阅读
維基物種上的相關：小眼囊鰓鯰